# Сачко Йосип Кузьмич
Йо́сип Кузьми́ч Сачко́ (1916 — 27 серпня 1944) — радянський військовий льотчик, у роки Другої світової війни — льотчик 51-го мінно-торпедного авіаційного полку 8-ї мінно-торпедної авіаційної дивізії ВПС Балтійського флоту, лейтенант. Герой Радянського Союзу (1944).

## Життєпис
Народився 1916 року у місті Бахмуті, нині Донецької області, в родині робітника. Українець. З 1925 року мешкав у місті Костянтинівка.
Призваний до лав РСЧА у 1937 році. Військову службу проходив на одній із застав Далекосхідного прикордонного округу. У 1939 році закінчив Іркутське військове авіаційне технічне училище. Учасник німецько-радянської війни з березня 1944 року.
20 та 21 червня 1944 року лейтенант Й. К. Сачко брав участь в успішному бомбовому нальоті на греблю Нижньосвірської ГЕС внаслідок якого гребля була зруйнована, що забезпечило вдале завершення фронтової операції.
14 липня 1944 року у шхерах узбережжя Фінляндії потопив транспорт супротивника водотоннажністю 3000 тонн.
16 липня 1944 року в районі фінського міста Котка виявив і завдав бомбового удару по батареї берегової охорони і транспорту супротивника. Попри щільний вогонь зенітної артилерії, завдання виконав на відмінно: батарея берегової оборони була знищена, а транспорт водотоннажністю 6000 тонн був потоплений.
Всього здійснив 8 бойових вильотів на виконання важливих завдань командування.
27 серпня 1944 року льотчик 1-го гвардійського мінно-торпедного авіаційного полку гвардії старший лейтенант Й. К. Сачко був збитий винищувальною авіацією супротивника над Балтійським морем. Вважається зниклим безвісти.

## Нагороди
Указом Президії Верховної Ради СРСР від 22 липня 1944 року «за зразкове виконання бойових завдань командування на фронті боротьби з німецькими загарбниками та виявлені при цьому відвагу і героїзм», лейтенантові Сачку Йосипу Кузьмичу присвоєне звання Героя Радянського Союзу з врученням ордена Леніна і медалі «Золота Зірка» (№ 4010).
Також нагороджений орденом Червоної Зірки (24.06.1944).